# إسحاق هيمبستيد رايت
آيزاك هيمبستيد رايت (بالإنجليزية: Isaac Hempstead-Wright) هو ممثل إنجليزي بدأ حياته المهنية كممثل في عمر الحادية عشر، وعُرف بتأديته لدور بران ستارك في المسلسل الملحمي صراع العروش والذي ترشح من خلاله لنيل جائزة الفنان الصغير لفئة أفضل ممثل مساعد على التلفاز.

## حياته الشخصية والمهنية
ولد ايزك في عام 1999، ويعيش في فيفرشام، كنت مع عائلته. لم تكن لايزك أي اهتمام في التمثيل إلى أن انضم إلى نادي الدراما في مدرسته. ثم بدأ التمثيل في الإعلانات التجارية إلى أن درس أصول التمثيل في مسرح كينت للشباب في كانتربيري. وكان أول ظهور له في السينما خلال فيلم The Awakening البريطاني، وجائت فرصته الذهبية حينما عُرض عليه لعب دور بران ستارك في صراع العروش. بالإضافة إلى التمثيل، فإن ايزك يُحسن العزف على البيانو والطبلة.

## أعماله

### مشاركته في التلفاز
| السنة      | العنوان     | الدور      |
| ---------- | ----------- | ---------- |
| 2011 -2019 | صراع العروش | بران ستارك |

### مشاركته في الأفلام
| السنة | العنوان        | الدور   |
| ----- | -------------- | ------- |
| 2011  | The Awakening  | توم     |
| 2013  | Closed Circuit | توم روز |
| 2014  | The Boxtrolls  | إيجز    |

## روابط خارجية
- إسحاق هيمبستيد رايت على موقع IMDb (الإنجليزية)
- إسحاق هيمبستيد رايت على موقع روتن توميتوز (الإنجليزية)
- إسحاق هيمبستيد رايت على موقع ألو سيني (الفرنسية)
- إسحاق هيمبستيد رايت على موقع تيرنر كلاسيك موفيز (الإنجليزية)
- إسحاق هيمبستيد رايت على موقع أول موفي (الإنجليزية)
- إسحاق هيمبستيد رايت على موقع قاعدة بيانات الفيلم (الإنجليزية)
- إسحاق هيمبستيد رايت على موقع كينوبويسك (الروسية)